# واژک (استان اشوی‌داشکسیه)
واژک (به لهستانی: Łążek) یک منطقهٔ مسکونی در لهستان است که در گمینا وونگوو واقع شده‌است.